# Chansons écossaises (Ladmirault)
Les Chansons écossaises forment un cycle de mélodies pour chœur mixte et piano de Paul Ladmirault, composé sur des poèmes de Robert Burns, James Hogg, Hector Macneill (en) et des airs traditionnels écossais, traduits en français et harmonisés par le compositeur.

## Présentation
Le recueil est composé de dix mélodies, sur des poèmes de Robert Burns, James Hogg, Hector Macneill et des airs traditionnels écossais, traduits en français et harmonisés par Paul Ladmirault :
1. « Je suis bien trop jeune pour me marier » (Robert Burns)
2. « La jolie Annette au vieux Joseph » (James Hogg)
3. « Les jolies rives du lac Lomond »
4. « Jolie petite chose » (Robert Burns)
5. « Lamentation de Maccrimon »
6. « Marie de Castlecary » (Hector Macneill)
7. « Mon amour est comme une rose rouge » (Robert Burns)
8. « Marie Morison » (Robert Burns)
9. « Le batelier »
10. « L'enclos » (Robert Burns)

Les Chansons écossaises témoignent de l'influence de la musique de Gabriel Fauré sur celle de son ancien élève du Conservatoire,.

## Discographie
- Paul Ladmirault : Chansons écossaises et Chœurs profanes, par l'Ensemble Vocal Mélisme(s) (2008, Skarbo DSK 2084)

### Ouvrages généraux
- Paul Pittion, La Musique et son histoire : tome II — de Beethoven à nos jours, Paris, Éditions Ouvrières, 1960, 574 p.
- Gustave Samazeuilh, Musiciens de mon temps : Chroniques et souvenirs, Paris, Éditions Marcel Daubin, 1947, 430 p.
  - Charles Koechlin — Paul Ladmirault — Désiré-Émile Inghelbrecht, 1944, p. 239-245